# Familiarum Naturalium Regni Vegetabilis Monographicae
Familiarum Naturalium Regni Vegetabilis Monographicae abreviado Fam. Nat. Syn. Monogr.) es un libro con descripciones botánicas que fue escrito por el botánico alemán, que trabajó en Weimar Max Joseph Roemer y publicado en 4 partes en el año 1846, con el nombre de Familiarum Naturalium Regni Vegetabilis Synopses Monographicae seu Enumeratio Omnium Plantarum hucusque Detectarum Secundum Ordines Naturales, Genera et Sepcies Digestarum, Additas Diagnosibus, Synonymis, Novarumque vel Minus Cognitarum Descriptionibus Curante M. J. Roemer. Fasc. i [-iv]... Vimarieae [Weimar].
Partes
1. 14 Sep-15 Oct 1846
2. Dec 1846
3. Apr 1847
4. May-Oct 1847